# Nemzetközi Hárfaszövetség
A Nemzetközi Hárfaszövetség (angolul: World Harp Congress) egy nonprofit szervezet, ami hárfásokat, hárfakészítőket és hárfarajongókat tömörít. Nemcsak egyéneket és nemzeti szövetségeket fog össze, de különféle speciális szervezeteket is (pl. régizenei vagy népzenei hárfások).

## Alapítása
A szervezet 1981-ben alakult. Előzménye a húsz éven át Hollandiában megrendezett Nemzetközi Hárfa Hetek elnevezésű rendezvény volt, melyet Phia Berghout és Maria Korchinska hárfaművészek szerveztek. A Szövetség alapítója Phia Berghout, első elnöke Ann Stockton, első művészeti vezetője pedig Susann McDonald volt.

## Szervezete
A szövetségnek ma kb. 40 országból vannak tagjai. Célja a hárfás előadó-művészet támogatása, különösen a hárfaoktatás fejlesztése, új hárfás kompozíciók megszületésének az elősegítése, a Phia Berghout Alapítvány támogatása, kongresszusok szervezése, szakújság megjelentetése, továbbá egy könyvtár működtetése.
A szervezetet 30 fős igazgatóság vezeti. Ennek tagjai az elnök, az alelnökök, a művészeti vezető és az igazgatósági tagok. Az igazgatóságot több állandó vagy ideiglenes bizottság és projekt segíti (pl. ifjúsági tagozat, zenei bizottság, pénzügyi bizottság). Az igazgatóságnak eddig még sohasem volt magyar tagja.

## Működése
A szövetség háromévente rendezi meg nemzetközi kongresszusát. Ezeken koncerteket és zenetudományi szemináriumokat tartanak. Eddigi kongresszusok:
- 1981 Maastricht, Hollandia
- 1984 Jeruzsálem, Izrael
- 1987 Bécs, Ausztria
- 1990 Párizs-Sèvres, Franciaország
- 1993 Koppenhága, Dánia
- 1996 Seattle-Tacoma, USA
- 1999 Prága, Csehország
- 2002 Genf, Svájc
- 2005 Dublin, Írország
- 2008 Amszterdam, Hollandia
- 2011 Vancouver, Kanada
- 2014 Sydney, Ausztrália
- 2017 Hongkong, Kína

A Szövetség újságja a World Harp Congress Review, amely évente kétszer jelenik meg. Híreket, szakmai információkat, tudományos cikket közöl a világ minden tájáról. A Szövetséget több nagy hárfagyár (Aoyama, Camac, Lyon & Healy, Salvi), valamint egyéb szervezet támogatja. Együttműködik egy biztosítótársasággal is, amely a hangszerek pótlását segíti.

## Magyarország
A szervezetnek Magyarországról kb. tucatnyi tagja van, akik a Magyar Hárfa Társaság tagjai. A társaságnak nincsen weblapja, így erről a szervezetről kevés információ szerezhető. Tagjai nyilván magyar előadóművészek és tanárok.
2010-ben Sipkay Deborah hárfaművészt beválasztották a WHC Új Zenei Bizottságba.
A Passed együttes tagjai 2017-ben részt vettek a világtalálkozón és interjúkat készítettek Deborah Henson-Conant, Xavier de Maistre, Isabelle Moretti, Alfredo Rolando Ortiz, Florence Sitruk és Park Stickney hárfásokkal.

## Külső hivatkozások
- A World Harp Congress hivatalos oldala worldharpcongress.org
- A WHC magyar nyelvű bemutatása HarpPost blog
- Nizalowski Fanni: Utazás A 13. Hárfa Világkongresszusra. Parlando 2017/5. szám parlando.hu
- Nizalowski Dorottyaː Örömzene Kelet és Nyugat találkozásánál mandiner.hu